# 윤상익 (1875년)
윤상익(尹相翊, 1875년 음력 6월 26일 ~ ?)은 일진회 간부를 지낸 대한제국의 관료이다.

## 생애
어릴 때부터 가정에서 한문을 수학하였으며, 1902년에는 함흥부의 소학교에 입학하여 공부했다. 1897년에 함경남도 문천군에 있는 조선 태조의 증조모 묘인 숙릉 참봉에 잠시 임명되면서 관계에 들어섰다. 당시 직급은 판임관 8등이었다.
참봉 벼슬에서 물러나 있다가, 1904년부터 일진회에 가입하여 활동하였다. 윤상익은 러일 전쟁 중에 다수의 인부들을 이끌고 일본군 편에서 군용물자 수송 작업을 지휘했다.
러일 전쟁에서 공을 세우고 1905년에 한성부로 올라와 일진회 활동을 계속하였다. 1906년에는 일진회 평의원이 되었고, 일진회 법부조사국위원 과 함경남도시찰위원을 역임하였다.
일본의 영향력이 증대되면서 1907년에 함경북도 명천군 군수로 임명되어 등용되었다. 1908년까지 9품의 명천군수로 재직 중이었다.
러일 전쟁 때 일본군을 도운 공적을 인정받아, 일본 정부로부터 훈8등 서보장을 수여받은 바 있다. 함경도 일대에서 러시아군의 동태를 정찰하여 보고하고, 간첩 활동을 벌인 것으로 되어 있다.

## 사후
- 2008년 민족문제연구소가 발표한 친일인명사전 수록예정자 명단 중 친일단체 부문에 포함되었다.

## 같이 보기
- 일진회

## 참고자료
- 윤상익(尹相翊) - 국사편찬위원회